# Jüdischer Friedhof (Coesfeld)

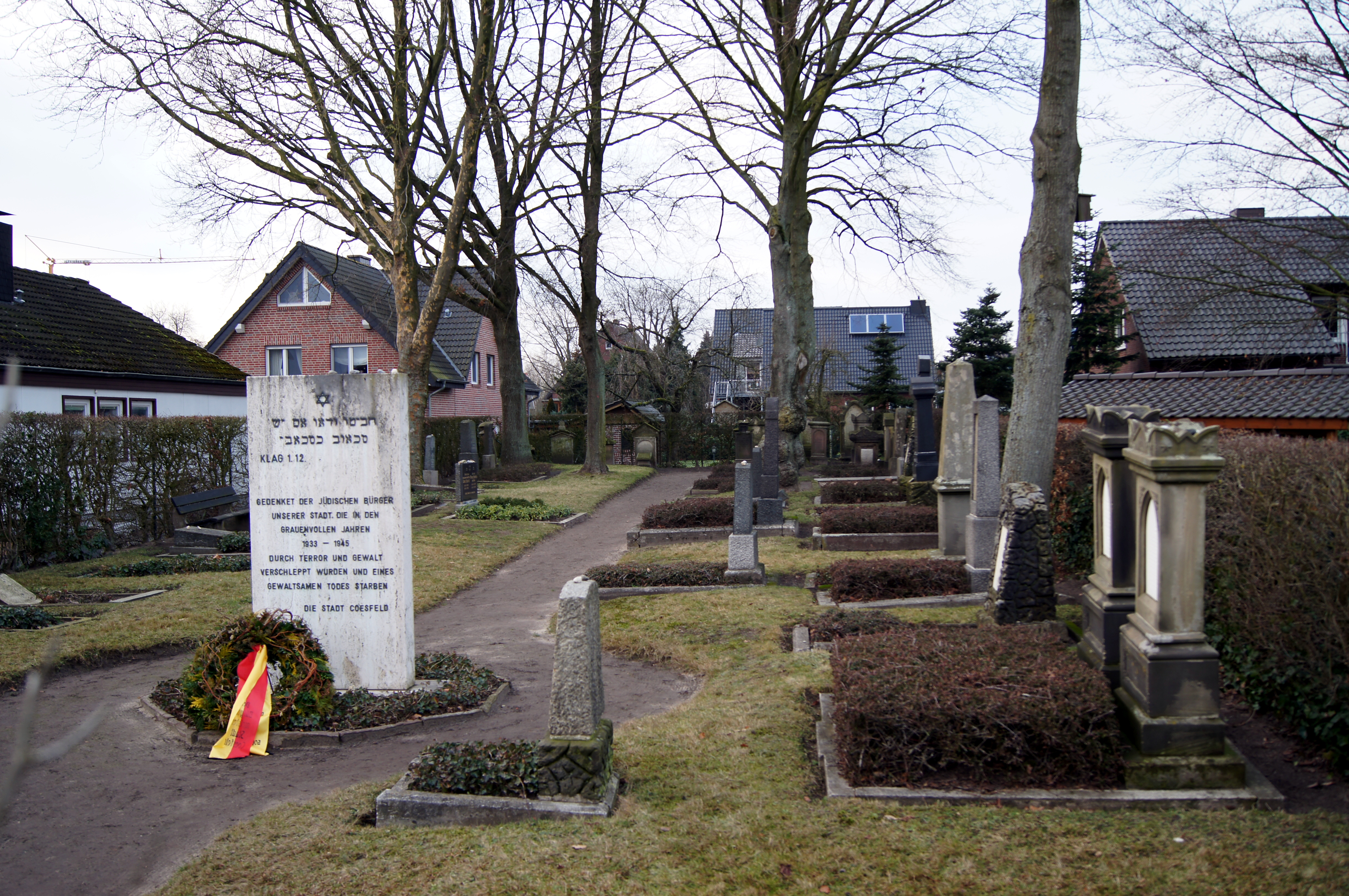
Der jüdische Friedhof in Coesfeld

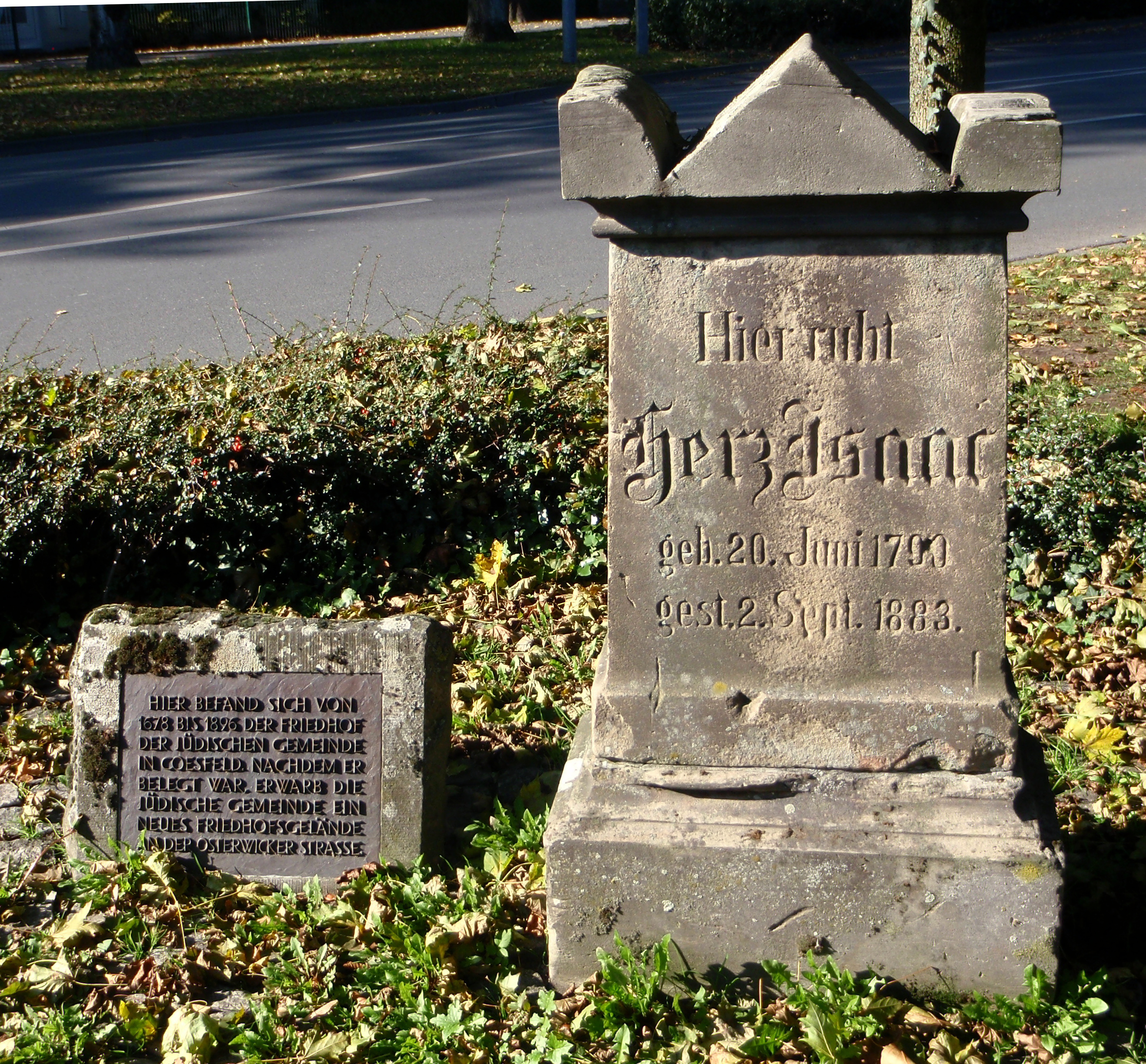
Grabstein des alten jüdischen Friedhofs am Gerichtsring

Der (neue) Jüdische Friedhof Coesfeld ist ein jüdischer Friedhof in Coesfeld. Der Friedhof befindet sich stadtauswärts an der Osterwicker Straße, Nähe Blomenesch, und steht unter Denkmalschutz.
Der Friedhof wurde ab 1896 für Bestattungen genutzt. Die letzte Beisetzung fand 1995 statt. Auf dem Friedhofsgelände sind 47 Grabsteine (Mazewot) erhalten. Auf der zentralen Zuwegung hat die Stadt Coesfeld eine Gedenkstele aufgestellt, mit der an die Verfolgung und Ermordung von jüdischen Bürgern Coesfelds unter der nationalsozialistischen Terrorherrschaft im Dritten Reich erinnert werden soll. Eine weitere Stele wurde in einer Gedenkstunde am 70. Jahrestag der Novemberpogrome am 9. November 2008 vor dem Eingang zum Friedhof neben dem schmiedeeisernen Tor enthüllt. Diese wurde von dem Coesfelder Architekten Paul Schürmann entworfen und weist mit einer Bronzeplatte auf den Friedhof und seine Geschichte hin. Im selben Jahr hat der Heimatverein Coesfeld in einer Bestandsaufnahme sämtliche Grabsteine zu Dokumentationszwecken abfotografieren lassen.
Neben diesem „neuen“ existierte in Coesfeld ein älterer Friedhof der jüdischen Gemeinde an der Stelle des heutigen Gerichtsrings. An diesen Friedhof erinnert heute nur noch ein Grabstein auf dem Grünstreifen zwischen dem Parkplatz der VR-Bank Westmünsterland und dem Gerichtsring. Er wurde von 1678 bis 1896 belegt. 13 Grabsteine des alten Friedhofs wurden auf dem neuen Friedhof wieder errichtet.